# Konoshima Ōkoku

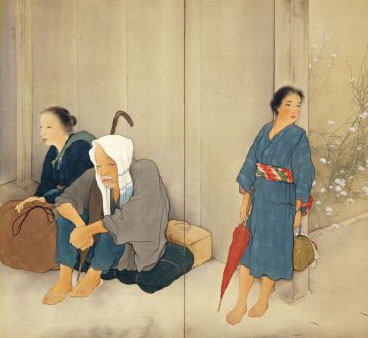
„In Schwierigkeiten unterwegs“

Konoshima Ōkoku (japanisch 木島 桜谷, eigentlich Konoshima Bunjirō (木島 文治郎), weitere Künstlernamen: Rōroujin (聾盧迂人), Ryūchisōdō Shujin (龍池草堂 主人); geb. 6. März 1877 in Kyōto; gest. 13. November 1938) war ein japanischer Maler der Nihonga-Richtung während der Meiji–, Taishō- und beginnender Shōwa-Zeit.

## Leben und Werk

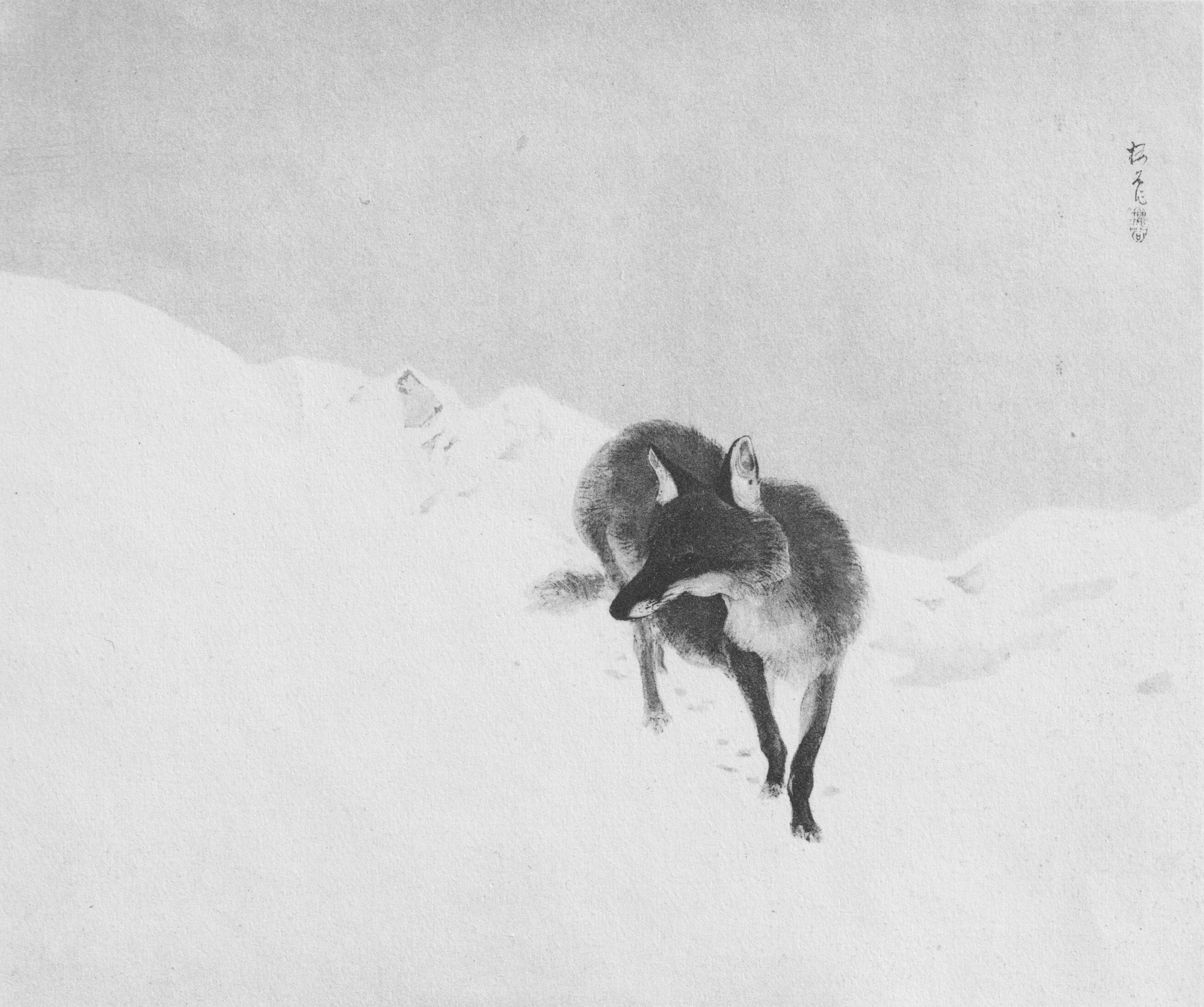
Schneedämmerung

Konoshima Ōoku wurde als Sohn eines Geschäftsmannes in Sanjō-Muromachi im Bezirk Nakaku in Kyōto geboren. Er brach seine Ausbildung an der Städtischen Schule für Handel und Kommerz (京都市立商業学校) ab und begann 1896 ein Studium der Malerei an unter Imao Keinen (今尾景年; 1845–1924), studierte zugleich das Verfassen von Gedichten im chinesischen Stil (漢詩, Kanshi) unter Yamamoto Keigu (山本谿愚; 1827–1903). 1899 zeigte er auf der Ausstellung der Zenkoku Kaiga Kyōshinkai (全国絵画共進会) das Bild „Uryū kyōdai“ (瓜生兄弟), das einen Preis gewann und vom Kaiserlichen Hofamt gekauft wurde.
Danach gewann Konoshima auf Ausstellungen der Bijutsu Kyōkai (美術協会), Naikoku Kangyō Hakurankai (内国勧業博覧会) und bei anderen Gelegenheiten Preise. 1907 wurde auf der ersten staatlichen Ausstellung, der Monbushō Tenrankai (文部省美術展覧会), sein Bild „しぐれ“ (Shigure, Regenschauer) mit einem Preis ausgezeichnet. Auch auf den folgenden fünf Ausstellungen der „Bunten“ erhielt er jeweils Preise. 1913 wurde er zum Juror ernannt, und ab dem folgenden Jahr wurden seine Bilder automatisch angenommen. – 1931 war Konoshima auf der Ausstellung japanische Malerei in Berlin zu sehen.
Konoshima stand in der Tradition der Maruyama-Shijō-Schule, die er handwerklich hervorragend fortsetzte. Zusammen mit Kikuchi Keigetsu gehörte er zu den Malern, die die Bunten-Ausstellungen prägten. Er war ein empfindsamer Künstler, der bekannt ist für seine Tier- und Landschaftsbilder, sowie für seine Kachōga (花鳥画), also Bilder von Blumen und Vögeln. Ab der Taishō-Zeit fand er seine persönliche Darstellungsweise, in die auch sozialkritische Elemente einflossen. Zum letzten Mal stellte er auf der 10. Teiten aus, und zwar das Bild „峡中の秋“ (Kyōchū no aki, Herbstliches Tal). Danach widmete er sich den chinesischen Gedichten, den Kanshi. 1938 wurde Konoshima am Rande von Osaka vom Zug erfasst und kam dabei ums Leben.

## Bilder

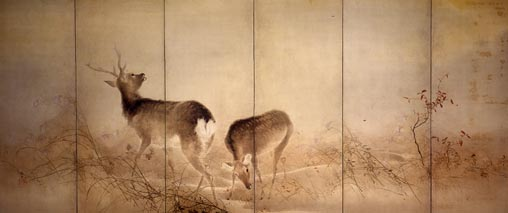
Regenschauer li
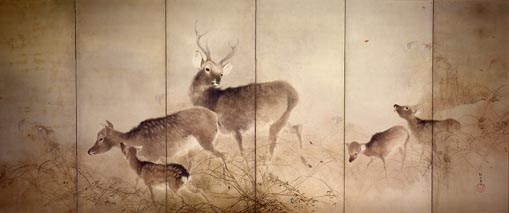
Regenschauer re
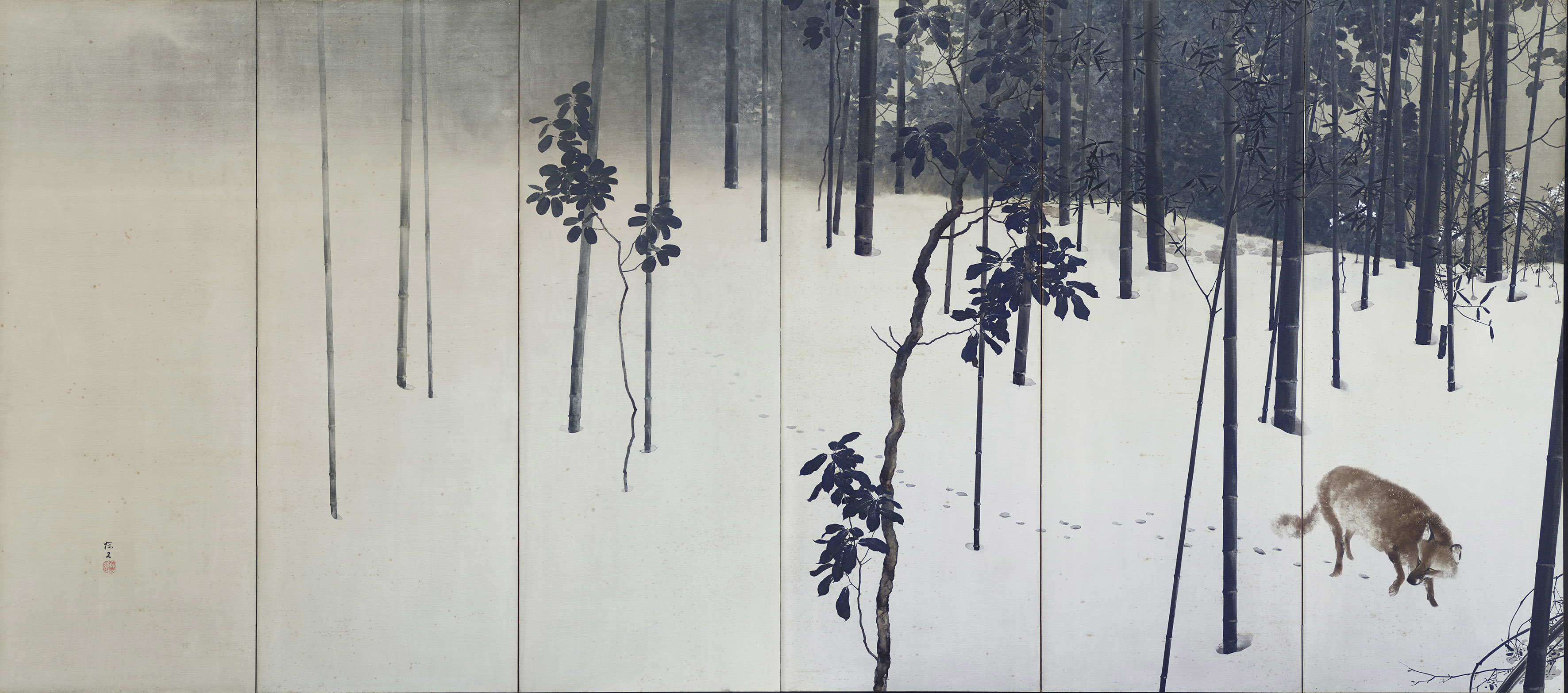
Landschaft unter Mond li
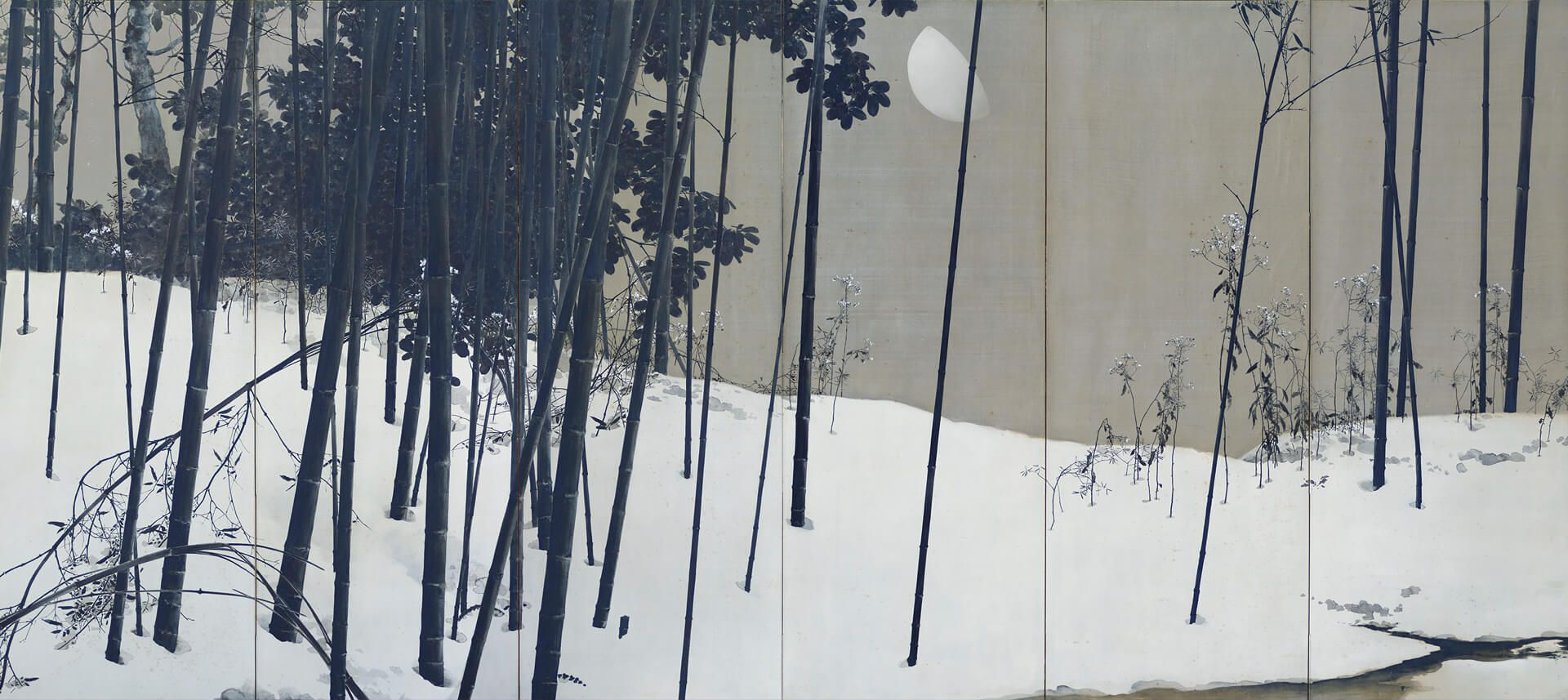
Landschaft unter Mond re